# MDK
MDK — компьютерная игра, трёхмерный шутер от третьего лица с элементами шутера от первого лица.
Изначально разработчиками игра была названа Max, Dr. Fluke Hawkins & Kurt, однако непосредственно перед промышленным производством игра была переименована в MDK.
Существует несколько расшифровок аббревиатуры MDK. Начальные буквы имён главных героев игры Max, Doctor, Kurt — пёс Макс, Доктор Хокинс и Курт Хектик. Миссия Курта носит название «Mission: Deliver Kindness» («Миссия: Доставка Доброты»), а также MDK расшифровывают как Murder, Death, Kill.

## Сюжет
Описание предыстории действий в игре MDK представлено в виде дневника эксцентричного изобретателя, доктора Флюка Хокинса (Dr. Fluke Hawkins), специализирующегося на изобретении абсолютно бесполезных вещей. Доктор Хокинс делает некое странное открытие, которое он называет Flange Orbits. После того как он представляет своё открытие научному сообществу, оно подвергается сомнению, и его высмеивают.
Для того чтобы доказать существование эффекта Flange Orbits Доктору Хокинсу необходимо отправиться в космос. Для этого он строит космический корабль под названием «Джим Денди» (The Jim Dandy), а в качестве помощника берет с собой своего уборщика Курта Хектика (Kurt Hectic). После выхода в космическое пространство, доктор понимает, что Flange Orbits, которые он «открыл», на самом деле не существуют. Вместо того, чтобы осмеянным вернуться на Землю, он отправляется в добровольное изгнание, поклявшись никогда не возвращаться, до тех пор пока он не изобретёт действительно что-то полезное. Он погружается в работу над созданием шестилапого робота-пса, которому даёт кличку Макс.
Во время пребывания в космосе Доктор Хокинс замечает странное явление — энергетические потоки невероятной мощности (Streams), которые направлены прямо на Землю. Хокинс пытается предупредить учёных о необычном явлении, но его в очередной раз игнорируют. Спустя какое-то время энергетические потоки начинают извергать орды инопланетных существ — Streamrider-ов, которые прибывают на Землю в гигантских кораблях-крепостях minecrawler’ах. Каждый minecrawler (дословно с англ. ползущий рудокоп) — огромная передвижная крепость, которая добывает полезные ископаемые, выравнивает почву, уничтожает строения и целые города, по которым она проходит. Вооружённые силы Земли быстро подавлены космическими захватчиками.
Доктор Хокинс решает принять меры. Он конструирует уникальный защитный костюм Coil Suit (дословно с английского Витой Костюм), оснащенный многоразовым ленточным парашютом и обтекаемым шлемом, в который вмонтировано снайперское оружие. Так как доктор находился в преклонном возрасте, а у собаки-робота были дополнительные конечности, которые не позволяли использовать костюм, слуга доктора Курт был единственным кто мог надеть костюм и вступить в схватку с инопланетянами.
Курт неохотно отправляется на Землю. Противостояние инопланетному вторжению получает название «Миссия: Доставка Доброты» («Mission: Deliver Kindness»). На протяжении игры герою помогает разумный пес Макс.

## Геймплей
Игровой процесс очень схож с обычными шутерами от третьего лица. Игрок имеет богатый арсенал, действие которого различно в режиме пулемета и снайперском режиме. В дополнение к обычному бегу и стрельбе, в игре присутствуют различные мини-игры, а также небольшие квесты в начале и конце уровня (см. ниже). Например, Курту предстоит захватить бомбардировщик, проехать на сноуборде, а также замаскироваться под караульного робота, чтобы обмануть охранников.

### Вход в атмосферу
Чтобы попасть с корабля Джим Денди на машину пришельцев, Курту приходится совершить прыжок с орбиты Земли. Майнкроулер выпускает зелёный луч (радар), который при обнаружении Курта дает сигнал к запуску противовоздушных ракет от которых нужно уклониться. Одновременно с этим в полёте Доктор Хокинс сбрасывает с корабля различное вооружение, которое можно подобрать до приземления.

### Арена
Каждый уровень разделен на специальные зоны, так называемые Арены. Каждая арена может иметь своё строение, размер и методы прохождения. Некоторые арены представляют собой большие поля с генераторами пехотинцев, некоторые требуют навыков владения парашютом и прыжков по платформам, некоторые арены требуют решения головоломок.
Несмотря на то, что в MDK всего шесть уровней, каждый уровень огромен и состоит из большого количества арен, соединенных между собой линейно. Так как изначально игра была разработана для консоли PlayStation, в оригинальной версии игры сохранять игру можно только между уровнями, и, если игрок погибает, он начинает уровень сначала. Позже был выпущен патч, который добавил возможность сохраняться в любом месте уровня.

### Энергетический поток
В конце каждого уровня Курту предстоит сразиться с боссом, управляющим майнкроулером, после чего героя вместе с обломками огромной машины начинает затягивать энергетический поток. Находясь внутри энергетического тоннеля Курту приходится избегать касания его краёв, каждое такое касание отнимает у игрока 5 единиц здоровья. Через некоторое время полета по потоку его забирает Макс, который соединён фалом с кораблём Джим Денди.
После уничтожения последнего майнкроулера, Курта никто не вытаскивает из потока (в связи с похищением Макса), в результате чего поток приносит Курта в мир пришельцев.

### Витой Костюм
Основная защита Курта — это Витой Костюм Доктора Хокинса, плотный доспех, сделанный из похожего на кожу материала. Костюм хорошо защищает Курта от различного оружия, также он помогает избежать смертельного воздействия атмосферного трения при прыжке с Джима Денди. Надстройка к шлему костюма на самом деле является снайперской винтовкой. Она способна давать увеличение и использовать до шести видов патронов. Три камеры позволяют проследить движение пули до попадания её в цель. Если снять надстройку со шлема и соединить её с рукой костюма, она будет работать как скорострельный пулемет с бесконечным боезапасом. Также можно найти power-up для увеличения мощности пулемета (до 400 выстрелов в одном power-up). Костюм также снабжен парашютом, который позволяет планировать и подниматься вместе с потоками воздуха.

### Противники
Врагом в игре являются представители инопланетной расы, называемой Stream Riders (дословно с англ. наездники на потоках). Предводителем вторжения является Гюнтер Глат (Gunter Glut). Пришельцы используют энергетические потоки для того чтобы перенести на Землю свои майнкроулеры и извлечь всевозможные ресурсы планеты. Обычно пришельцы нападают в большом количестве. Снабженные парашютами они способны вступать в бой с воздуха. Нередко встречаются генераторы, которые создают новых пришельцев до тех пор, пока сами не будут уничтожены. Кроме того, встречаются усовершенствованные пришельцы, а также их тяжелая техника (танки, бомбардировщики).

## Музыка в игре
На протяжении всей игры звучит оригинальная музыка, написанная композиторами Тодом Деннисом (Todd Dennis) и Томми Талларико. 
| №                   | Название                       | Длительность |
| ------------------- | ------------------------------ | ------------ |
| 1.                  | «Prologue»                     | 4:32         |
| 2.                  | «Strange Things»               | 4:08         |
| 3.                  | «The Enemy Among Us»           | 2:13         |
| 4.                  | «Facing the Inevitable»        | 4:38         |
| 5.                  | «An Upscale Affair»            | 1:23         |
| 6.                  | «Vengeful Alien»               | 4:30         |
| 7.                  | «Grenich Time»                 | 3:27         |
| 8.                  | «Portrait of an Insane Asylum» | 1:48         |
| 9.                  | «A Padded Cell»                | 1:50         |
| 10.                 | «New Territories»              | 3:29         |
| 11.                 | «Dreaming of Victory»          | 3:55         |
| 12.                 | «Starship»                     | 1:56         |
| 13.                 | «Gunter Planet»                | 3:00         |
| 14.                 | «World Militia»                | 3:41         |
| 15.                 | «Tribal Unity»                 | 2:35         |
| 16.                 | «Crossfire»                    | 2:09         |
| 17.                 | «Bounty Hunter»                | 1:52         |
| 18.                 | «MDK [Planet Trax Remix]»      | 3:38         |
| Общая длительность: | Общая длительность:            | 54:44        |

## Интересные факты
- Персонажи в игре носят «говорящие» имена.
  - Доктор Флюк Хокинс (Dr. Fluke Hawkins), fluke — с англ. удача, везение; счастливая случайность, фамилия Хокинс схожа с фамилией известного учёного Стивена Хокинга.
  - Курт Хектик (Kurt Hectic), hectic — с англ. возбуждённый; беспокойный, активный.
  - Название космического корабля Джим Денди (The Jim Dandy) — легендарный рысак, победитель конных скачек
  - Гантер Глат (Gunter Glut) — предводитель инопланетных захватчиков. Glut в переводе с английского означает избыток, излишек, неумеренность.
- В конце игры воспроизводится музыкальный видеоклип который исполняет группа Billy Ze Kick[англ.] (BZK). Это песня «Non Non Rien N’a Changé» (англ. No, no, nothing has changed) с альбома Paniac[6], которая в свою очередь является переделкой оригинальной композиции 1971 года французской группы «Les Poppys»[7] Клип содержит фрагменты промовидео игры. Клип не появляется если играть на легком (Easy) уровне сложности.
- Первый эпизод игры происходит в Лагуна-Бич (США, штат Калифорния), там находится головной офис компании Shiny Entertainment.
- В 2000 году вышло продолжение игры MDK 2 разработанное канадской компанией Bioware.
- На некоторых уровнях игры, можно найти иконку в виде головы червяка Джима. Если её подобрать, то находящегося поблизости противника раздавит упавшей с неба коровой из видеоигры Earthworm Jim от компании Shiny Entertainment. Но если рядом врагов нет, то корова упадёт на Курта, причинив серьёзный урон.
- Версия игры для Макинтоша поставлялась в комплекте ПО оригинального iMac.
- В одной из сцен сериала X-Files (эпизод Schizogeny) на экране компьютера можно увидеть игру MDK.
- В версии для PlayStation доступны скрытые комнаты[8].